# آرتور گوردون وبستر
 آرتور گوردون وبستر (انگلیسی: Arthur Gordon Webster؛ زادۀ ۲۸ نوامبر ۱۸۶۳ درگذشته ۱۵ مهٔ ۱۹۲۳) یک دانشمند در زمینه فیزیک‌دان اهل ایالات متحده آمریکا بود.